# Сельмент-Вєлькі
Се́льмент Вє́лькі (пол. Selmęt Wielki) — озеро в Польщі, у Вармінсько-Мазурському воєводстві, утворене останнім заледенінням.
Озеро Селмент-Вєлькі входить до складу Мазурських озер.
Площа поверхні — 12,73 км², але може коливатися залежно від сезону. Найбільша глибина — 22 м. Максимальна довжина — 11,6 кілометра.
На озері є 3 острова.

## Загальна інформація
Берега озера знаходяться в оточенні сіл, полів і луків, з невеликою смугою лісу — сосни та ялини. Безпосередньо, берега озера оточує вузька смужка з вільхи і верби. Місцями є широкі смуги очерету.
На озері багато рибальських платформах.
Барега, як правило, не дуже високі, а низькі, заболочені. На півночі в озеро впадає в річка Лега, і тече на південний схід, далі впадає в Райгродзьке озеро.

## Назва озера
Згідно офіційним переписом «Комісії Найменуваннях Місць і Фізико-Географічних Об'єктів» (KNMiOF) назва цього озера є Selmęt Wielki. Але у різних публікаціях озеро пишеться як Selment Wielki або Szelment